# Gymnoschiza rufa
Gymnoschiza rufa är en skalbaggsart som beskrevs av Decelle 1973. Gymnoschiza rufa ingår i släktet Gymnoschiza och familjen Melolonthidae. Inga underarter finns listade i Catalogue of Life.